# Вирбий
Вирбий (на латински: Virbius) е божество от светилището на Диана Неморенсис на езерото Неми.
Според Сервий името му означава bis virum („два пъти мъж“)
Вирбий се идентифицира с гръцкия герой (херос) Хиполит (Hippolytos), син на Тезей и амазонката Хиполита или на сестра ѝ Антиопа.
Той основава в Арича светилище на Диана.